# Рейтузи

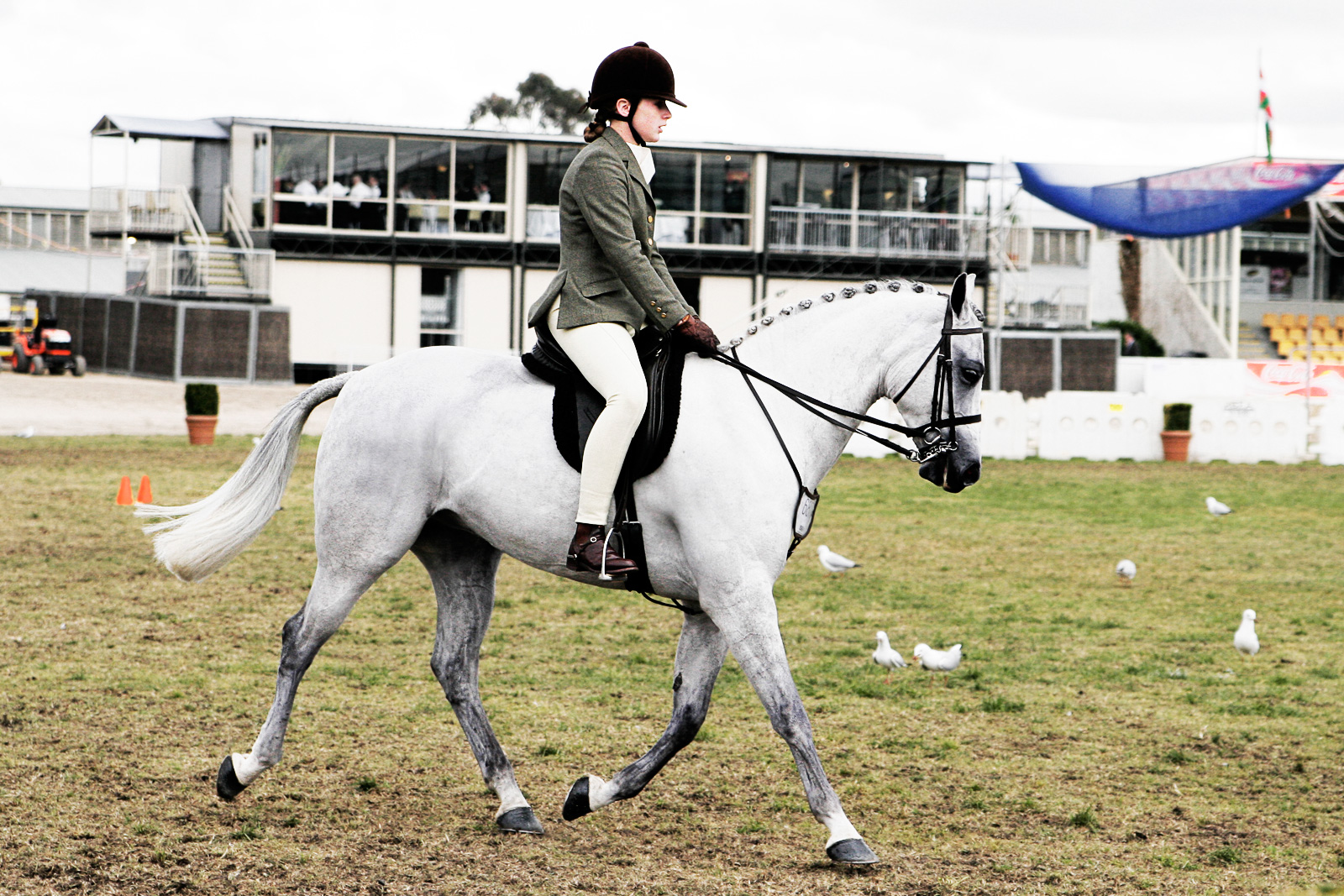
Вершник у рейтузах

Рейтузи (нім. Reithose — штани для їзди верхи) — вузькі штани зі штрипками, які щільно облягають ноги, призначені переважно для верхової їзди.
Зараз рейтузами називають також дитячі або жіночі в'язані довгі штани.